# Giuseppe Colla
Giuseppe Colla (Parme, le 4 août 1731 - Parme, le 16 mars 1806) est un compositeur et musicien italien.

## Biographie
Giuseppe Colla, fils de Francesco, est issu d'une famille de musiciens: son frère Francesco était violoniste et son frère Giacomo contrebassiste. Giuseppe s'est perfectionné à Bologne, auprès du Padre Martini puis est entré à l'Accademia Filarmonica de cette ville en 1758.
Sa première composition dans le domaine de l'opéra est datée de 1760, lorsque Colla était en Allemagne. Il est alors cité comme l'auteur de quelques airs de Caio Fabrizio de Niccolò Jommelli. À son retour en Italie, il a été appelé à composer la musique d'« Adriano in Siria » de Métastase pour le duché de Milan (31 décembre 1762). Puis il est retourné s'établir dans sa ville natale d'abord comme « maître de musique de Son Altesse Royale » (soit à la direction du Concerto Reale, soit pour la musique privée de la Cour) et plus tard en tant que professeur de Louis, prince héritier. Pour le Teatro Ducale de Parme, il a écrit en 1766 Tigrane et pour le théâtre de Colorno en 1769 et la pastorale Licida e Mopso lors de la célébration du mariage du duc Ferdinand de Bourbon avec Marie-Amélie de Habsbourg-Lorraine.

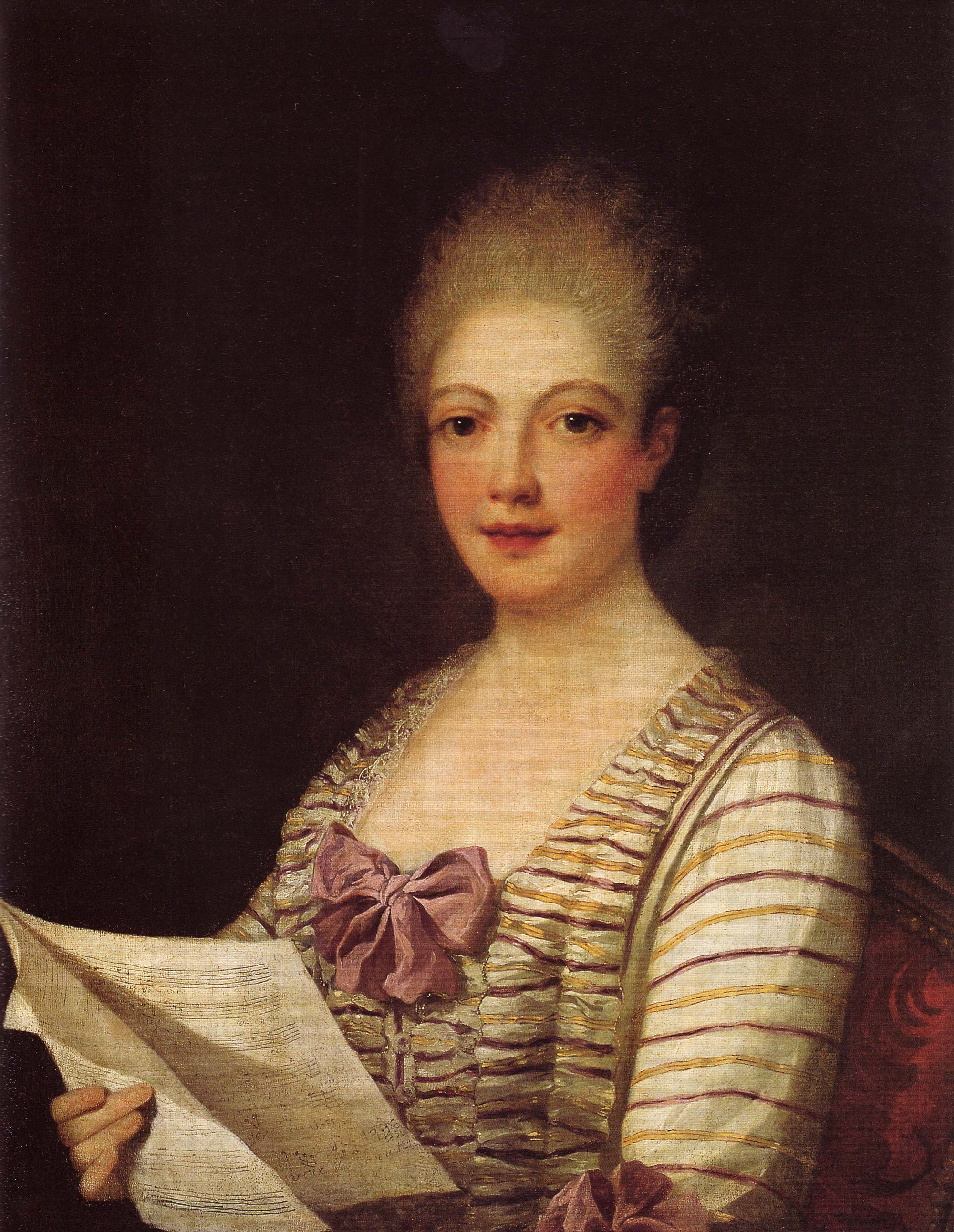
La Bastardella (Lucrezia Agujari)

Une grande partie de la réussite de la Colla est due à son association, professionnelle et sentimentale, avec le célèbre virtuose Lucrezia Agujari (appelé La Bastardella) qui a créé plusieurs de ses œuvres en Italie et à l'étranger, et qu'il a épousée, après de nombreuses années de vie commune en 1780. De leur union sont nés deux enfants: Francesco en 1768 et Angela en 1779. 
Dès 1776, cependant, Colla avait cessé d'écrire des opéras. Après la mort de sa femme, en 1783, il a poursuivi ses activités au service de la cour de Parme, en se consacrant principalement à la musique sacrée et instrumentale, à l'enseignement et, à partir de 1790, à la direction du Théâtre ducal, où il est devenu Maestro Concertatore.

## Œuvres
- Cajo Fabrizio, dramma per musica di Mattia Verazj (seuls quelques airs. Mannheim, Théâtre de la Cour, 1760);
- Adriano in Siria, dramma per musica di Pietro Metastasio (Milan, Regio Ducal Teatro, 1763);
- Tigrane, dramma per musica di Francesco Silvani (Parme, Teatro Ducale, 1767);
- Enea in Cartagine, dramma per musica di Giuseppe Maria Orengo (Turin, Teatro Regio, 1769);
- Licida e Mopso, pastorale tratta dalla prima Egloga de Virgile (Colorno, Teatro Reale, 1769);
- Vologeso, dramma per musica di Apostolo Zeno (Venise, Teatro di S. Benedetto, 1770);
- L'eroe cinese, dramma per musica di P. Metastasio (Gênes, Teatro di S. Agostino, 1771);
- Andromeda, dramma per musica di Vittorio Amedeo Cigna-Santi (Turin, Teatro Regio, 1771, repris à Florence, Teatro della Pergola, 1778);
- Didone abbandonata, dramma per musica di P. Metastasio (Turin, Teatro Regio, 1773);
- Uranio ed Erasitea, favola pastorale di Jacopo Sanvitale (Parme, Teatro Ducale, 1773);
- Il Tolomeo, dramma per musica di Luigi Salvoni (Milan, Regio Ducal Teatro, 1774);
- Sicotencal, dramma per musica di Cesare Olivieri (Pavie, Teatro Nuovo, 1776);
- "Prologo con recitativo obbligato ed aria" della tragedia Carone tebano, plus un concert (livret à A.S.C. Parme, Collegio dei Nobili, b. 2).

## Source de la traduction
- (it) Cet article est partiellement ou en totalité issu de l’article de Wikipédia en italien intitulé « Giuseppe Colla » (voir la liste des auteurs).